# Thatcherina diazi
Thatcherina diazi is een slakkensoort uit de familie van de Raphitomidae. De wetenschappelijke naam van de soort is voor het eerst geldig gepubliceerd in 2004 door Gracia & Vera-Peláez.